# رابتساکاپی
رابتساکاپی (به مجاری:  Rábcakapi) یک منطقهٔ مسکونی در مجارستان است که در ناحیه چورنا واقع شده‌است. رابتساکاپی ۷٫۸۷ کیلومتر مربع مساحت و ۱۷۳ نفر جمعیت دارد.